# Van Helsing (videojuego)
Van Helsing es un videojuego de acción-aventura basado en la película del mismo nombre desarrollado por Saffire para PlayStation 2, Xbox y Game Boy Advance.

## Sinopsis
Van Helsing, el legendario cazador de monstruos después de una batalla que resulta en la muerte de Mr. Hyde en París, Van Helsing es enviado por el Vaticano para cazar al Drácula en Transilvania. Fue contratado para proteger a Anna Valerious en Transilvania.

## Jugabilidad
La jugabilidad de Van Helsing es similar al de la serie Devil May Cry de Capcom. Van Helsing comienza el juego empuñando dos pistolas y sus espadas Tojo. Más tarde adquiere varias otras armas, algunas de las cuales se ven en la película, como la escopeta y la pistola de proa. Van Helsing puede hacer uso tanto de sus armas de fuego como de sus espadas para despachar a los enemigos. El jugador también tiene la capacidad de usar munición mejorada con las armas de Helsing una vez que se encuentra la munición. Presionar el gatillo L1/LT le da a Van Helsing un brillo azulado mientras descarga su munición mejorada. Van Helsing también puede realizar giros evasivos en cuatro direcciones para evitar ataques entrantes. Van Helsing también tiene un gancho de agarre que le permite agarrarse a repisas altas que de otro modo serían inaccesibles. Van Helsing puede hacer uso de este gancho de agarre para iniciar combos o realizar saltos de agarre.
El juego también presenta una mecánica de tienda donde los jugadores pueden comprar técnicas de combate adicionales y potenciadores para aumentar la salud y otras características. Los artículos en la tienda se pueden comprar usando "orbes" que se recolectan de los enemigos caídos.

## Recepción
Las versiones de PlayStation 2 y Xbox recibieron críticas "mixtas", mientras que la versión de Game Boy Advance recibió críticas "desfavorables", según el sitio web de agregación de reseñas Metacritic. En Japón, Famitsu le dio a la versión de PS2 una puntuación de tres sietes y un ocho para un total de 29 de 40.
Muchos críticos afirman que el juego es mejor que la película en la que se basa.